# 16186 Helenajiang
16186 Helenajiang è un asteroide della fascia principale. Scoperto nel 2000, presenta un'orbita caratterizzata da un semiasse maggiore pari a 2,599400 UA e da un'eccentricità di 0,111846, inclinata di 13,741198° rispetto all'eclittica. Ha un diametro di 5,585 km.